# Сарське городище
Сарське городище (рос. Сарское городище) — укріплене поселення VII — початку XI століть на території сучасної Ярославської області Росії.
Сарське городище знаходиться південніше озера Неро, у закруті річки Сара, на південь від станції Деболовська
. 
Племінний центр мері, виконував також торгові та військові функції. 
Мав складну, двічі оновлювану систему укріплень, на його території виявлено велику кількість предметів озброєння.
Попередник сучасного Ростова.

## Археологічні матеріали
Досліджувалося П. С. Савельєвим в 1854 р., М. К. Реріхом в 1903 р., Д. М. Едінгом у 1924—1925 та 1929—1930 рр., А. Є. Леонтьєвим у 1972—1973 та 1980 рр. 
Городище складалося з трьох майданчиків, кожен з яких був захищений окремим валом. 
В X столітті площа городища сягала 3 га. 
Серед знахідок — два скарби дирхемів початку IX століття, фінські та скандинавські прикраси ІХ—ХІ ст., предмети озброєння, ремісничі інструменти. 
Городище оточене неукріпленим посадом. 
На селищі поруч із Сарським городищем знайдено доспішну пластину, що відноситься до X століття.
Ще кілька пластин від обладунків цього часу знайдено на давньоруській території лише у Гньоздово
.
Поблизу знаходився мерянський могильник. На протилежному березі річки досліджено невеликий сезонний табір для воїнів і торговців, що проходили тут із торговими караванами Волзьким шляхом
..

## Заняття жителів
Основні заняття жителів Сарського городища:
- промисли: мисливство і рибальство.
- ремесла: ковальське, бронзоливарне, ювелірне, обробка кістки, шкіри, каменя;
- розведення коней, великої рогатої худоби і свиней;
- землеробство;

## Торгівля
Результати розкопок свідчать про важливу торговельну функцію поселення — виявлено велику кількість срібних монет іноземців, зливків міді і олова, а також всіляких виробів: зброї і знарядь праці, прикрас і предметів із західної Європи, Прикам'я, Волзької Булгарії, Київської Русі. 